# 鑊

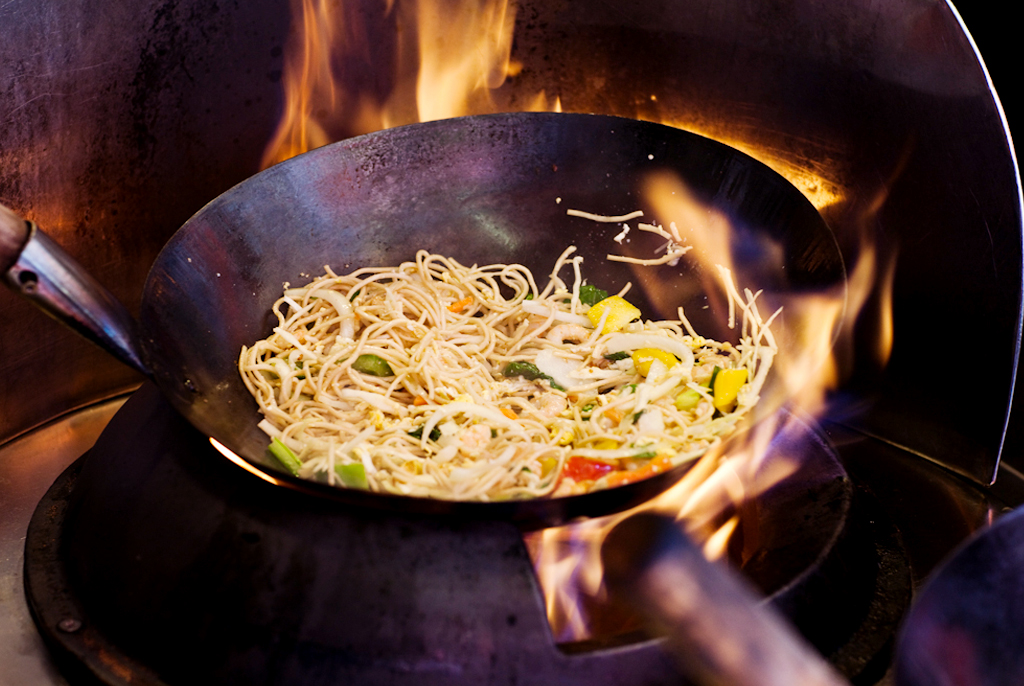
使用炒鍋炒菜

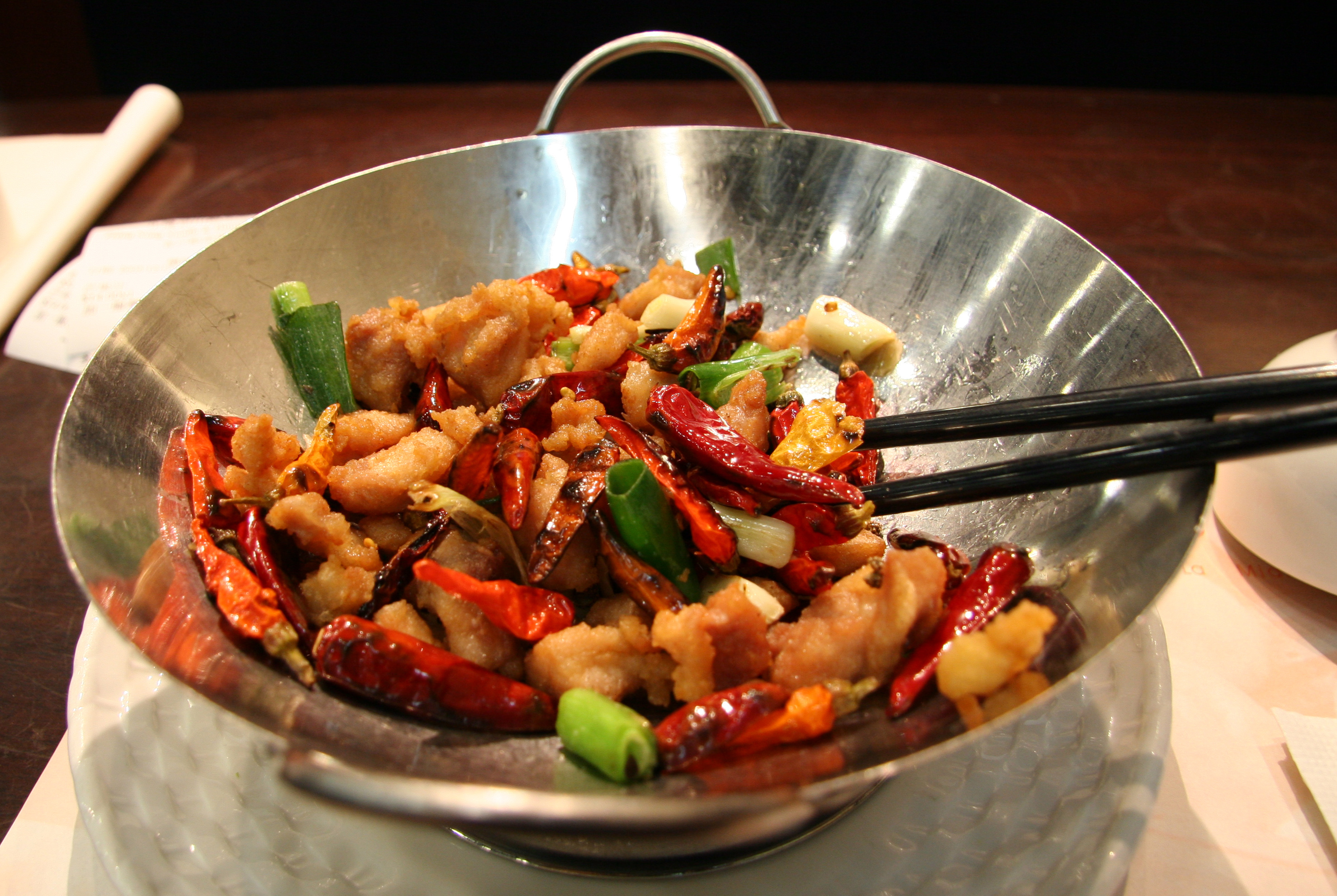
香港的小炒，使用双耳锅

炒鍋，粵語及客家話稱為鑊，闽南语称为，又稱中華鍋、中式炒鍋，是源自中國一種烹飪工具，為鍋的一種，特徵是頂部開口大以及圓底。英語中的源自粵語專指這種中式廚具。
中國北方食物（魯菜為代表）多以炒菜為主，故炒鍋設計成有手抦以方便拋炒，多稱其為山東鍋或北平鍋，也叫炒勺。而南方鍋（廣東為代表）多鉚以雙手提環，稱之為雙耳鍋。炒鍋主要用作煎或炒食物，但也可以用作蒸、炸等其他不同的烹飪方法。炒鍋是大中華地區及東南亞的主要煮食工具。
也有的小型的炒鍋被設計用作盛載食物，或在其下放置热源，使食物保温，如湘菜中的干锅，而在粤语地区稱為鑊仔。